# Marsilea patens
Marsilea patens là một loài dương xỉ trong họ Marsileaceae. Loài này được J.F.Gmel. mô tả khoa học đầu tiên năm 1792.
Danh pháp khoa học của loài này chưa được làm sáng tỏ. 